# Mstislav Kéldysh
Mstislav Vsévolodovich Kéldysh (del ruso: Мстислав Всеволодович Келдыш) (10 de febrero de 1911, Riga, Imperio ruso-24 de junio de 1978, Moscú, URSS). Fue un científico soviético en el campo de las matemáticas y la mecánica, académico de la Academia de Ciencias de la Unión Soviética (1946), Presidente de la Academia de Ciencias de la URSS (1961-1975), tres veces Héroe del Trabajo Socialista (1956, 1961, 1971), y miembro de la Sociedad Real de Edimburgo (1968). Fue una de las figuras claves detrás del programa espacial soviético. Entre los círculos científicos de la URSS, Kéldysh era conocido con el epíteto de "el principal teórico", en analogía con el epíteto de "el jefe de diseño" utilizado para Serguéi Koroliov.

## Biografía
Kéldysh nació en 1911 en Riga. Cuando tenía cuatro años la familia fue evacuada a Moscú durante la Primera Guerra Mundial. En los primeros años de la Unión Soviética se le denegó la entrada a un Instituto de Ingenieros de Caminos, debido a su pertenencia a una familia de origen noble (1927). En los años siguientes se las arregló para ingresar en la universidad y graduarse en física y en el departamento de Matemáticas de la Universidad Estatal de Moscú, el 24 de julio de 1931. Obtuvo un empleo en el Instituto Central de Aerohidrodinámica (TsAGI) de Mijaíl Lavréntiev y Serguéi Chaplyguin. Con Lavréntiev, quien trató inúltimente de inculcarle su interés por la teoría científica por encima de los trabajos de ingeniería, trabó una larga amistad.
Durante la época que permaneció en TsAGI, explicó los efectos de la oscilación autorresonante durante el vuelo (autoinducida por la combinación de las oscilaciones y las deformaciones estructurales), y en el aterrizaje (oscilación autoinducida sobre las ruedas de los trenes de aterrizaje de las aeronaves durante la toma de tierra). Ambos desarrollos eran de gran elegancia matemática y muy útiles, permitiendo controlar dos efectos que fueron los responsables de las catástrofes de muchos aviones en aquella época.
En 1937, Kéldysh se convirtió en Doctor en Ciencias (con una tesis sobre la representación de funciones armónicas mediante series de funciones polinómicas de variable compleja) y en profesor de la Universidad Estatal de Moscú, donde Lavréntiev era su jefe. En 1943, fue nombrado Miembro Correspondiente de la Academia de Ciencias de la Unión Soviética. Consiguió su primer Premio Stalin en 1946 por sus trabajos sobre las auto-oscilaciones en aeronáutica. En 1943, también se convirtió en miembro de pleno derecho de la Academia y en Director del NII-1 (Instituto de Investigación científica número 1) del Departamento de la Industria de Aviación. También dirigió el Departamento de Mecánica Aplicada del Instituto Steklov de Matemáticas (en 1966, el departamento se convirtió en el Instituto Kéldysh de Matemática Aplicada, nombrado así en su honor).
Durante la década de 1940, Kéldysh se convirtió en el líder de un grupo único de matemáticos aplicados involucrado en casi todos los grandes proyectos científicos de la Unión Soviética. Creó la Oficina de cálculo que llevó a la mayoría de los problemas matemáticos relacionados con el desarrollo de armas nucleares. La oficina también se acreditó con el diseño de los primeros ordenadores soviéticos.
Los principales esfuerzos de Kéldysh estuvieron dedicados a la propulsión a chorro y cohetes supersónicos, incluyendo la dinámica de gases, intercambio de calor y de masa, calor, blindaje... En 1959 vio la prueba exitosa del primer misil de crucero soviético, que mostraba un mejor rendimiento que el misil Navaho que había sido diseñado en Estados Unidos.
En 1954, Kéldysh, Serguéi Koroliov y Mijaíl Tijonrávov presentaron una carta al gobierno soviético proponiendo el desarrollo de un satélite artificial que orbitase la Tierra. Con esta carta se inició el esfuerzo que culminó en el primer satélite del mundo, el Spútnik en octubre de 1957, que marcó el inicio de la era espacial de la humanidad. En 1955, fue designado presidente del Comité de Satélites de la Academia de Ciencias. En reconocimiento a su contribución a los problemas de la defensa, Kéldysh fue galardonado como Héroe del Trabajo Socialista (1956) y con el Premio Lenin (1957). En 1961, recibió una segunda medalla de Héroe del Trabajo Socialista por su contribución al vuelo de Yuri Gagarin al espacio, la primera persona en la órbita de la tierra.
En 1961, fue elegido Presidente de la Academia de Ciencias de la Unión Soviética y mantuvo el cargo durante 14 años. Entre sus logros estuvieron la rehabilitación y el apoyo al grupo de científicos disidentes dedicados a la genética y a la cibernética, incluyendo a Andréi Sájarov. Sus últimos trabajos científicos se dedicaron a la creación del Transbordador Burán.
Kéldysh tenía 67 años cuando falleció. Fue honrado con un funeral de estado y sus cenizas fueron depositadas en la Necrópolis de la Muralla del Kremlin de Moscú.

## Premios y distinciones

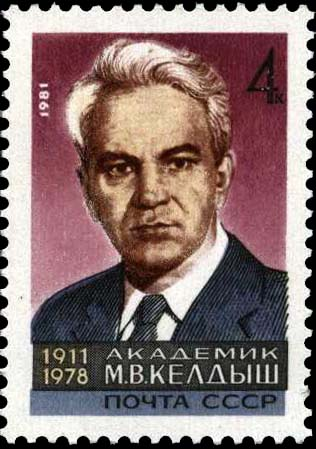
Sello soviético con la imagen de Kéldysh (1981)

Kéldysh fue miembro de varias academias extranjeras de las ciencias, incluyendo la Academia Mongol de Ciencias (1961), la Academia Polaca de Ciencias (1962), la Academia Checoslovaca de Ciencias (1962), y la Academia Rumana de Ciencias (1965). También fue un miembro honorario de la Academia Academia Estadounidense de las Artes y las Ciencias (1966), de la Academia Búlgara de Ciencias (1966), de la Academia de Ciencias de Hungría (1970), de la Sociedad Real de Edimburgo (1968), Miembro Correspondiente Extranjero de la Academia Alemana de Ciencias (1966), y de la Academia de Ciencias Sajona de Leipzig (1966).
Kéldysh fue galardonado con el Premio Stalin (1942, 1946), Premio Lenin (1957), seis órdenes de Lenin, otras tres órdenes distintas, numerosas medallas y cuatro órdenes extranjeras.

## Eponimia
- El cráter lunar Keldysh lleva este nombre en su honor.
- El asteroide (2186) Keldysh descubierto en 1973 por la astrónoma soviética Liudmila Chernyj, fue nombrado en su memoria.[5]
- Así mismo, el buque de investigación Akadémik Mstislav Kéldysh también conmemora su nombre.